# ペベンシー・キャッスル (コルベット)
ペベンシー・キャッスル (HMS Pevensey Castle, K449) はイギリス海軍のキャッスル級コルベット。
ベルファストのハーランド・アンド・ウルフ社で建造され、1944年1月11日に進水、1944年6月に就役した。第二次世界大戦中1944年11月11日アイルランドの南でコルベット「ランカスター・キャッスル」、「ポーチェスター・キャッスル」、「ケニルワース・キャッスル」と共同でドイツ潜水艦「U1200」を沈めた。